# 태윤
태윤(본명: 김태윤, 2002년 6월 2일 ~ )은 대한민국의 리그 오브 레전드 프로게이머이다. 포지션은 AD 캐리이며, 아이디는 TaeYoon이다. 현재 광동 프릭스에서 활동 중이다.

## 선수 생활
2021시즌을 앞두고 DRX의 2군팀으로 합류했다. 2021 서머 5주차를 앞두고 DRX의 1군팀으로 승격되었다. 이후 서머 시즌 팀의 주전 원딜러로 활동했다.
2022시즌을 앞두고 데프트가 영입되면서 DRX의 서브 선수로 밀려났다. 2022시즌 종료 후 팀에서 퇴단했다.
2023시즌을 앞두고 광동 프릭스에 입단했다.

## 소속팀
| # | 팀명        | 소속 기간               | 소속 리그 | 비고 |
| - | ----------- | ----------------------- | --------- | ---- |
| 1 | DRX         | 2021.01.07 ~ 2022.11.21 | LCK       |      |
| 2 | 광동 프릭스 | 2022.11.22 ~            | LCK       |      |

## 수상 내역
- LCK 아카데미 시리즈 2020 챔피언십 우승